# 10243 Hohe Meissner
10243 Hohe Meissner este un asteroid din centura principală de asteroizi.

## Descriere
10243 Hohe Meissner este un asteroid din centura principală de asteroizi. A fost descoperit pe 22 octombrie 1960 la Observatorul Palomar de Cornelis Johannes van Houten, Ingrid van Houten-Groeneveld și Tom Gehrels. Asteroidul prezintă o orbită caracterizată de o semiaxă mare de 2,78 ua, o excentricitate de 0,17 și o înclinație de 6,6° în raport cu ecliptica.